# Bendix Trophy

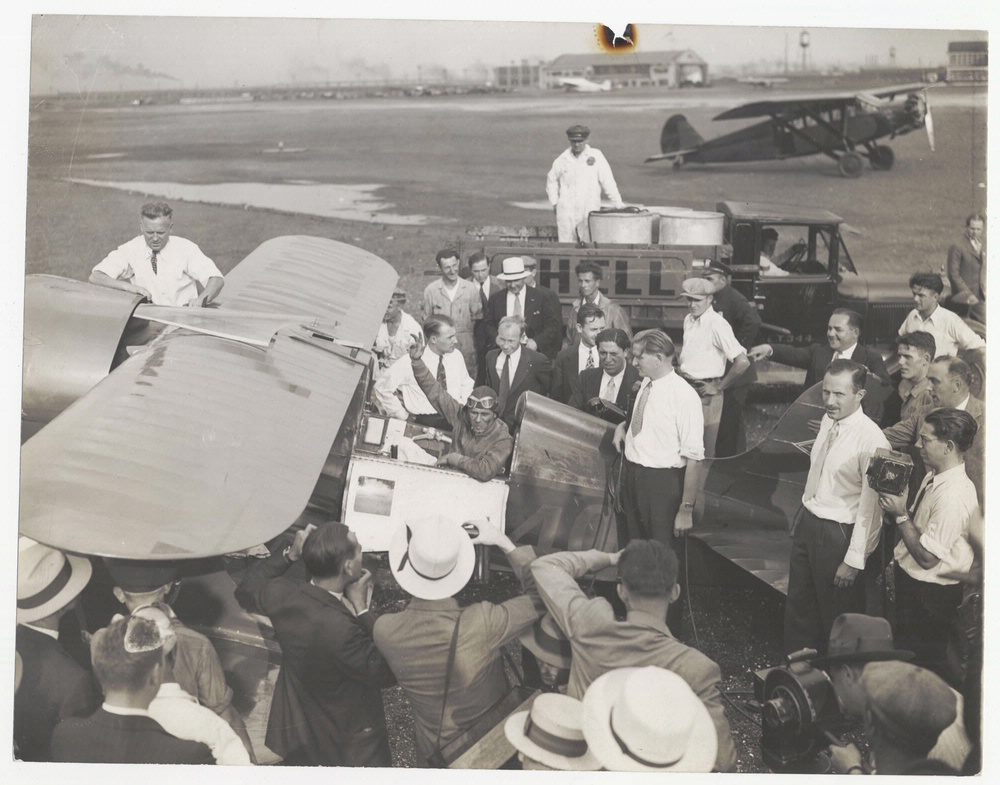
Luchtvaartpionier Jimmy Doolittle wint in 1931 de Bendix Trophy race in een Laird Super Solution racevliegtuig

De Bendix Trophy was oorspronkelijk een Amerikaanse luchtvaartrace. Deze transcontinentale point-to-point race, gesponsord door de industrieel Vincent Bendix oprichter van de Bendix Corporation, begon in 1931 als onderdeel van de National Air Races. Het initiële prijsbedrag bedroeg $15.000. De laatste Bendix Trophy Race werd gevlogen in 1962.
De prijs werd in 1998 opnieuw ingesteld onder de naam Honeywell Bendix Trophy voor personen of instellingen die zich onderscheiden in de luchtvaartveiligheid. 

## De Bendix race

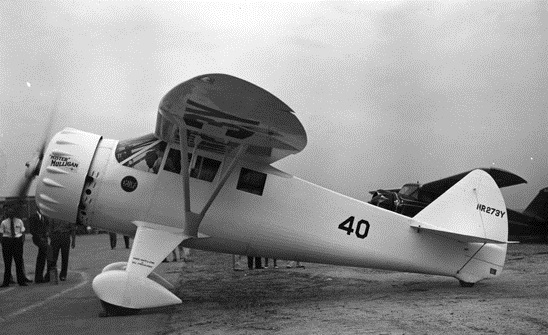
Het Howard DGA-6 racevliegtuig, bijgenaamd 'Mister Mulligan', was speciaal gebouwd voor de Bendix race en won in 1935.

Het doel van de Bendix race was om luchtvaartingenieurs te stimuleren om snellere, meer betrouwbare en duurzamere vliegtuigen te ontwerpen. De race werd gevlogen van Burbank, Californië naar Cleveland, Ohio, een afstand van ongeveer 3800 kilometer. Gedurende twee jaren begon de race in New York en eindigde in Los Angeles.
De race werd niet gehouden tijdens de Tweede Wereldoorlog. Vanaf de jaren 1960 werd de interesse voor luchtvaartraces steeds minder, waarschijnlijk door de toenemende belangstelling in de Ruimtewedloop. De winnaar van 1961, luitenant Richard F. Gordon Jr., werd later een astronaut bij de NASA.
De gemiddelde snelheden namen in de loop der jaren steeds verder toe: in de Propeller Klasse werd door de Bendix Trophy winnaar in 1931 een gemiddelde snelheid van 223,06 mph (358,98 km/u) gehaald, in 1949 470,14 mph (756,62 km/u). In de Jet Klasse (straalvliegtuigen) werd in 1946 een gemiddelde snelheid van 494,78 mph (796,27 km/u) neergezet, en in de laatst gevlogen race in 1962 1.214,17 mph (1.954,01 km/u = Mach 1,6 op zeeniveau).

## Honeywell Bendix Trophy vanaf 1998
De Bendix prijs werd in 1998 opnieuw ingesteld door het bedrijf AlliedSignal, de toenmalige eigenaar van de merknaam Bendix (welke later samenging met Honeywell), met als nieuwe doelstelling "Het erkennen van bijdragen aan de veiligheid in de luchtvaart door individuele personen of instellingen door middel van innovaties in geavanceerde veiligheidsmiddelen en het toepassen daarvan". De huidige prijs van de "Honeywell Bendix Trophy" is een reproductie schaalmodel van het originele Bendix-trofee ontwerp uit 1931.

## Winnaars
Snelheden in mijl per uur (mph),  100 mph =  160,93 km/uur.
| Propeller Klasse |                                                           |                                                           |                                                                    |                                                           |                                                           |                                                           |                                                           |
| Jaar             | Start locatie                                             | Eind locatie                                              | Piloot                                                             | Vliegtuig                                                 | Snelheid (mph)                                            | Tijd (H:M:S)                                              | Prijs                                                     |
| 1931             | Burbank                                                   | Cleveland                                                 | Maj. James H. Doolittle                                            | Super Solution                                            | 223.06                                                    | 09:10:21.0                                                | $7,500                                                    |
| 1932             | Burbank                                                   | Cleveland                                                 | Capt. Jasper H. Haizlip                                            | WW-44                                                     | 245.00                                                    | 08:19:45.0                                                | $8,750                                                    |
| 1933             | New York                                                  | Los Angeles                                               | Roscoe Turner                                                      | WW-44                                                     | 214.78                                                    | 11:30:00.0                                                | $4,050                                                    |
| 1934             | Burbank                                                   | Cleveland                                                 | Doug Davis                                                         | WW-44                                                     | 216.24                                                    | 09:26:41.0                                                | $4,500                                                    |
| 1935             | Burbank                                                   | Cleveland                                                 | Ben Howard                                                         | DGA-6                                                     | 238.70                                                    | 08:33:16.3                                                | $4,500                                                    |
| 1936             | New York                                                  | Los Angeles                                               | Louise Thaden Blanche Noyes                                        | C-17R                                                     | 165.35                                                    | 14:55:01.0                                                | $4,500                                                    |
| 1937             | Los Angeles                                               | Cleveland                                                 | Frank W. Fuller Jr.                                                | SEV-2S                                                    | 258.20                                                    | 07:54:26.3                                                | $9,000                                                    |
| 1938             | Los Angeles                                               | Cleveland                                                 | Jacqueline Cochran                                                 | SEV-2S                                                    | 249.11                                                    | 08:10:31.4                                                | $9,000                                                    |
| 1939             | Los Angeles                                               | Cleveland                                                 | Frank W. Fuller Jr.                                                | SEV-2S                                                    | 282.10                                                    | 07:14:19.0                                                | $9,000                                                    |
| 1940             | Geen races in deze periode vanwege de Tweede Wereldoorlog | Geen races in deze periode vanwege de Tweede Wereldoorlog | Geen races in deze periode vanwege de Tweede Wereldoorlog          | Geen races in deze periode vanwege de Tweede Wereldoorlog | Geen races in deze periode vanwege de Tweede Wereldoorlog | Geen races in deze periode vanwege de Tweede Wereldoorlog | Geen races in deze periode vanwege de Tweede Wereldoorlog |
| 1941             | Geen races in deze periode vanwege de Tweede Wereldoorlog | Geen races in deze periode vanwege de Tweede Wereldoorlog | Geen races in deze periode vanwege de Tweede Wereldoorlog          | Geen races in deze periode vanwege de Tweede Wereldoorlog | Geen races in deze periode vanwege de Tweede Wereldoorlog | Geen races in deze periode vanwege de Tweede Wereldoorlog | Geen races in deze periode vanwege de Tweede Wereldoorlog |
| 1942             | Geen races in deze periode vanwege de Tweede Wereldoorlog | Geen races in deze periode vanwege de Tweede Wereldoorlog | Geen races in deze periode vanwege de Tweede Wereldoorlog          | Geen races in deze periode vanwege de Tweede Wereldoorlog | Geen races in deze periode vanwege de Tweede Wereldoorlog | Geen races in deze periode vanwege de Tweede Wereldoorlog | Geen races in deze periode vanwege de Tweede Wereldoorlog |
| 1943             | Geen races in deze periode vanwege de Tweede Wereldoorlog | Geen races in deze periode vanwege de Tweede Wereldoorlog | Geen races in deze periode vanwege de Tweede Wereldoorlog          | Geen races in deze periode vanwege de Tweede Wereldoorlog | Geen races in deze periode vanwege de Tweede Wereldoorlog | Geen races in deze periode vanwege de Tweede Wereldoorlog | Geen races in deze periode vanwege de Tweede Wereldoorlog |
| 1944             | Geen races in deze periode vanwege de Tweede Wereldoorlog | Geen races in deze periode vanwege de Tweede Wereldoorlog | Geen races in deze periode vanwege de Tweede Wereldoorlog          | Geen races in deze periode vanwege de Tweede Wereldoorlog | Geen races in deze periode vanwege de Tweede Wereldoorlog | Geen races in deze periode vanwege de Tweede Wereldoorlog | Geen races in deze periode vanwege de Tweede Wereldoorlog |
| 1945             | Geen races in deze periode vanwege de Tweede Wereldoorlog | Geen races in deze periode vanwege de Tweede Wereldoorlog | Geen races in deze periode vanwege de Tweede Wereldoorlog          | Geen races in deze periode vanwege de Tweede Wereldoorlog | Geen races in deze periode vanwege de Tweede Wereldoorlog | Geen races in deze periode vanwege de Tweede Wereldoorlog | Geen races in deze periode vanwege de Tweede Wereldoorlog |
| 1946             | Los Angeles                                               | Cleveland                                                 | Paul Mantz                                                         | P-51                                                      | 435.50                                                    | 04:43:14.0                                                | $10,000                                                   |
| 1947             | Los Angeles                                               | Cleveland                                                 | Paul Mantz                                                         | P-51                                                      | 460.42                                                    | 04:26:57.4                                                | $10,000                                                   |
| 1948             | Los Angeles                                               | Cleveland                                                 | Paul Mantz                                                         | P-51                                                      | 447.98                                                    | 04:33:48.7                                                | $10,000                                                   |
| 1949             | Rosamond Dry Lake                                         | Cleveland                                                 | Joe DeBona (Flying for Jimmy Stewart)                              | F-51                                                      | 470.14                                                    | 04:16:17.5                                                | $10,000                                                   |
|                  |                                                           |                                                           |                                                                    |                                                           |                                                           |                                                           |                                                           |
| Jet Klasse       |                                                           |                                                           |                                                                    |                                                           |                                                           |                                                           |                                                           |
| Jaar             | Start locatie                                             | Eind locatie                                              | Piloot                                                             | Vliegtuig                                                 | Snelheid (MPH)                                            | Tijd (H:M:S)                                              | Prijs                                                     |
| 1946             | Van Nuys                                                  | Cleveland                                                 | Leon W. Gray                                                       | F/P-80A                                                   | 494.78                                                    | 04:08:00.0                                                |                                                           |
| 1947             |                                                           | Cleveland                                                 | Leon W. Gray                                                       | F/P-80A                                                   | 507.26                                                    | 04:02:00.0                                                |                                                           |
| 1948             |                                                           | Cleveland                                                 | Ens. F. E. Brown                                                   | FJ-1                                                      | 489.53                                                    | 04:11:00.0                                                |                                                           |
| 1949             |                                                           | Cleveland                                                 | Vernon A. Ford                                                     | F-84E                                                     | 529.61                                                    | 03:45:51.0                                                |                                                           |
| 1950             | Geen races door de Koreaanse oorlog                       | Geen races door de Koreaanse oorlog                       | Geen races door de Koreaanse oorlog                                | Geen races door de Koreaanse oorlog                       | Geen races door de Koreaanse oorlog                       | Geen races door de Koreaanse oorlog                       | Geen races door de Koreaanse oorlog                       |
| 1951             | Muroc Field                                               | Detroit                                                   | Col. Keith K. Compton                                              | F-86A                                                     | 553.76                                                    | 03:27:00.0                                                |                                                           |
| 1952             | Geen races door de Koreaanse oorlog                       | Geen races door de Koreaanse oorlog                       | Geen races door de Koreaanse oorlog                                | Geen races door de Koreaanse oorlog                       | Geen races door de Koreaanse oorlog                       | Geen races door de Koreaanse oorlog                       | Geen races door de Koreaanse oorlog                       |
| 1953             | Muroc Field                                               | Wright-Patterson Air Force Base                           | Maj. William T. Whisner Jr.                                        | F-86F                                                     | 603.55                                                    | 03:05:25.0                                                |                                                           |
| 1954             | Edwards Air Force Base                                    | Dayton                                                    | Capt. Edward W. Kenny                                              | F-84F                                                     | 616.21                                                    | 03:01:56.0                                                |                                                           |
| 1955             | Victorville                                               | Philadelphia                                              | Col. Carlos Talbott                                                | F-100C                                                    | 610.726                                                   |                                                           |                                                           |
| 1956             | George Air Force Base (Victorville)                       | Tinker Air Force Base                                     | Capt. Manuel Fernandez Jr.                                         | F-100C                                                    | 666.66                                                    |                                                           |                                                           |
| 1957             | Chicago                                                   | Andrews Air Force Base                                    | Capt. Kenneth Chandler                                             | F-102A                                                    | 679.00                                                    | 02:54:45.0                                                |                                                           |
| 1958             | Dit jaar geen prijs uitgereikt                            | Dit jaar geen prijs uitgereikt                            | Dit jaar geen prijs uitgereikt                                     | Dit jaar geen prijs uitgereikt                            | Dit jaar geen prijs uitgereikt                            | Dit jaar geen prijs uitgereikt                            | Dit jaar geen prijs uitgereikt                            |
| 1959             | Dit jaar geen prijs uitgereikt                            | Dit jaar geen prijs uitgereikt                            | Dit jaar geen prijs uitgereikt                                     | Dit jaar geen prijs uitgereikt                            | Dit jaar geen prijs uitgereikt                            | Dit jaar geen prijs uitgereikt                            | Dit jaar geen prijs uitgereikt                            |
| 1960             | Dit jaar geen prijs uitgereikt                            | Dit jaar geen prijs uitgereikt                            | Dit jaar geen prijs uitgereikt                                     | Dit jaar geen prijs uitgereikt                            | Dit jaar geen prijs uitgereikt                            | Dit jaar geen prijs uitgereikt                            | Dit jaar geen prijs uitgereikt                            |
| 1961             | Los Angeles                                               | New York                                                  | Lt. Richard F. Gordon Jr. Lt. Bobbie R. Young                      | F4H-1                                                     | 869.74                                                    | 02:47:00.0                                                |                                                           |
| 1962             | Los Angeles                                               | New York                                                  | Capt. Robert G. Sowers Capt. Robert MacDonald Capt. John T. Walton | B-58A                                                     | 1214.17                                                   | 02:00:56.8                                                |                                                           |

## Honeywell Bendix Trophy voor bijdragen aan de veiligheid in de luchtvaart
| Jaar | Ontvanger                                                                 | Bedrijf                                                            |
| ---- | ------------------------------------------------------------------------- | ------------------------------------------------------------------ |
| 1998 | Capt. David A. Fleming Capt. Edward D. Mendenhall Capt. Edmond L. Soliday | British Airways Gulfstream Aircraft United Airlines                |
| 1999 | Leonard M. Greene                                                         | Safe Flight Instrument Corp.                                       |
| 2000 | James F. Bothwell                                                         | STAT Medevac                                                       |
| 2001 | Dit jaar geen prijs uitgereikt                                            | Dit jaar geen prijs uitgereikt                                     |
| 2002 |                                                                           | Gulfstream Aerospace Corp.                                         |
| 2003 | Peter F. Sheppard                                                         | UK Air Accidents Investigation Branch                              |
| 2004 |                                                                           | Dassault Aviation                                                  |
| 2005 | Earl F. Weener, Ph.D.                                                     |                                                                    |
| 2006 | Dit jaar geen prijs uitgereikt                                            | Dit jaar geen prijs uitgereikt                                     |
| 2007 |                                                                           | Gulfstream Aerospace Corporation                                   |
| 2008 |                                                                           | The Mode S Radar Tools Project, U.K. National Air Traffic Services |
| 2011 |                                                                           | National Air Transport System (NATS) and Airbox Aerospace          |